# Сер Річард Фіц Юстас

Герб сера Річарда Фітц Юстаса.

Сер Річард Фітц Юстас (бл. 1380—1445) — ірландський державний діяч, юрист, суддя, політик, депутат парламенту Ірландії, двічі обіймав посаду лорд-канцлера Ірландії.

## Життєпис

### Походження
Сер Річард Фітц Юстас народився близько 1380 року в Когланстауні, графство Кілдер. Його батьком був сер Моріс Фітц Юстас, верховний шериф Кілдера в 1386 році. Його матір'ю була Джоан, вдова сера Джеймса Делахайда, що був одним із двох лицарів графства Міт, які були обрані депутатами Палати громад парламенту Ірландії 1370 року скликання. Інша гілка родини Юстасів або Фітц Юстасів пізніше отримала титули барон Портлестер і віконт Балтінгласс.

### Кар'єра
У 1408 році сер Річард Фітц Юстас отримав посаду мирового судді, а в 1414 році він став верховним шерифом графства Кілдер та констеблем Баллімора. Він був депутатом Палати громад парламенту Ірландії від графства Кілдер 1429 року скликання, і принаймні двічі йому доручали підтримувати добрі стосунки з англійською короною. Він отримав титул «Посланник короля». Він був посвячений у лицарі до 1421 року. Він володів маєтками Ньюкасл-Ліонс, Саггарт і Ескер, усі в графстві Дублін. Після його смерті ці маєтки перейшли до гілки Портлестерів.
Він був призначений лордом-канцлером Ірландії в 1426 році, але обіймав посаду лише три місяці. Однак він виконував обов'язки заступника лорд-канцлера протягом наступних десяти років, можливо, ненадовго обіймав посаду знову в 1436 році, і був повторно призначений у 1442 році. Того ж року він працював уповноваженим зі зборів. У 1426 році він звернувся до Таємної Ради Ірландії з проханням про винагороду за його великі праці від імені короля. Зокрема, він стверджував, що його витрати на королівську службу завадили йому побудувати укріплений будинок («fortalice») у прикордонній країні для збереження миру.
Він був радником Таємної Ради Ірландії, і в останні роки свого життя вважався дуже надійним «старшим державним діячем». Він був присутній принаймні на двох важливих засіданнях Таємної Ради Ірландії: перше відбулося в серпні 1442 року, де були висунуті дуже серйозні звинувачення проти Річарда Вогана, лорда-канцлера Ірландії. У результаті було визнано, що Воган мусить залишити посаду, і Фітц Юстас був знову призначений лорд-канцлером замість нього. Він знову відвідав Таємну Раду Ірландії в липні 1444 року, де були висунуті серйозні звинувачення проти Джайлза Торндона, лорд-скарбника Ірландії.
Помер сер Річард Фітц Юстас у 1445 році.

### Родина
Близько 1417 року він одружився з Кетрін Престон, вдовою Вільяма Лоулесса та Крістофера Голівуда з Артане, сина сера Роберта де Голівуда. Оскільки Кетрін, будучи вдовою, була під королівською опікою, Річард був змушений отримати королівське помилування за те, що одружився з нею без згоди корони Англії. Водночас йому було прощено певні борги Короні Англії. У 1421 році вони отримали право опіки над двома третинами земель другого чоловіка Кетрін Крістофера Голівуда, під час неповноліття її сина Роберта Голівуда, який досяг повноліття в 1422 році.
Сер Роберт Фіц Юстас, син Річарда та Кетрін, своєю чергою був верховним шерифом Кілдера, а також недовго служив лордом-канцлером Ірландії.